# フィルオミノ
フィルオミノ（fillomino）は、ルールに従って盤面を数字で埋めるペンシルパズルの一つである。
雑誌「パズル通信ニコリ」において発表された。
この名称は、「埋める」を意味する fill とポリオミノの -omino を合成して作られている。

## ルール
- 盤面のすべてのマスに数字を入れる。
- 同じ数字はその数字に等しい個数だけつながる。
- つながった同じ数字は、別の同じ数字のつながったものと辺を共有しない。

数字のつながりをブロックに見立て、それらの面積が同じくするものを相互に接しないように複数のブロックに分割するという解釈も可能である。
そのため、フィルオミノは、通常マスが点線で区切られた盤面で出題される（「進駐軍」の名称で世界パズル選手権に出題されたときは、マスではなく丸が並んだ形だった）。いくつかのマスには手がかりとして数字が入っている。
他の多くのパズルと違い、1つのつながりの中に最初から提示されている数字が複数入ることもある。逆に最初の状態で存在しない数字が発生することがある。

## 解法
あるマスがどの数字になるかが確定した場合、その数字を入れることで新たなヒントになりうる。
数字の境界線を引く。以下のような箇所には境界線が引ける。
- 大きさが確定した数字の周囲
- 違う数字同士が隣り合っているマスの間
- 同じ数字を入れると数字よりも大きいつながりができてしまうマスとの間

実際の解答は数字を埋めるだけでよいが、境界線を引くことで大きさが分かりやすくなるという効果がある。ニコリの出版物においては、解答には必ず境界線も引かれている。
通常の解く手順としては、まず大きさが確定しているポリオミノを固定し、以下のような手がかりを探すことになる。
1. 領域が伸びる方向
  - 斜めに並んだ 2 のように、特定の方向に伸びることができない数字同士の間に境界線を引くことで、領域の伸びる方向が確定することがある。
2. 数字が占める領域
  - どの数字もその面積の領域となるため、隣接する閉じた空間だけで面積を補いきれない場合、別の方向に領域は伸びていく。
  - 典型的な例としては、3方向を違う数字に囲まれた数字は、残った方向に伸びていく。
3. 空白のセル
  - 多くの問題において、数字が存在しない領域に新たに数字が発生することがある。
  - 簡単なケースとしては、1,2マスくらいの小さい領域が他の数字によって囲まれた場合である。これは、数字が簡単に確定する。
  - もう1つのケースとしては、そのマスに小さい数を入れると周りの数字とつながって大きい領域になってしまうというものがある。この場合、周りの数字とは異なったある程度大きい（大抵は5以上、10以上になることもある）数字の領域ができる。